# Spriknust
Spriknust (tot de jaren 1990 ook als Spriknest geschreven) is een kleine wierde en voormalige boerderij ten noorden van het Groningse dorp Loppersum aan de Zeerijperweg.
De naam is mogelijk een verwijzing naar de ooievaars die hier in het verleden nestelden. Een sprik is een tak of twijg; een spriknust is een nest dat duidelijk van takken is gebouwd, zoals een ooievaarsnest.
De oude boerderij, waarvan de voorgevel grotendeels uit kloostermoppen bestond, was zwaar vervallen en deels ingestort. Ook bevatte het pand asbest. In 2013 werd de boerderij gesloopt.
De wierde dateert uit het begin van de jaartelling en is een rijksmonument.